# 알만딘

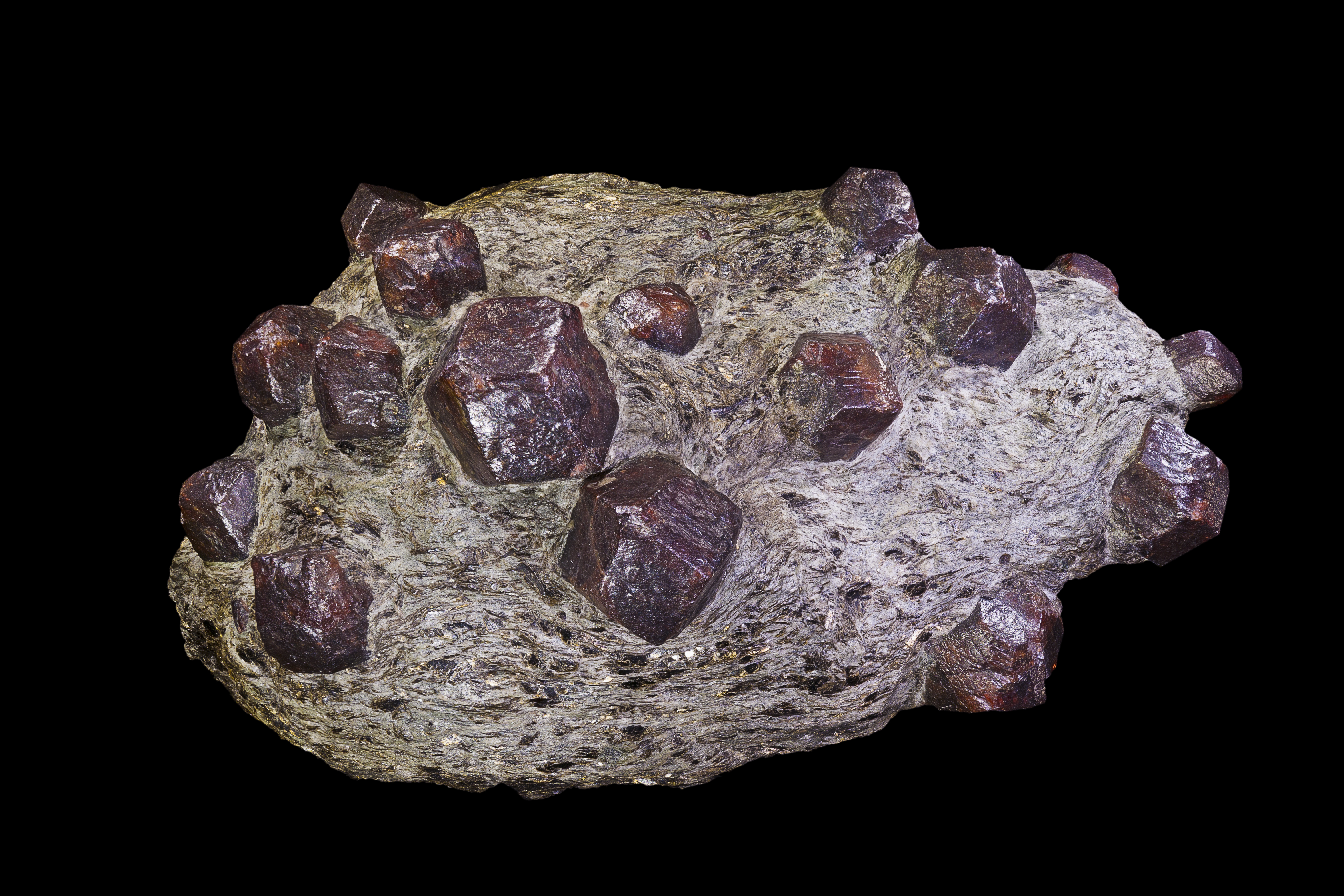

알만딘(Almandine), 철반 석류석(鐵礬石榴石), 귀석류석(貴石榴石)은 석류석 그룹에 속하는 광물이다. 이 이름은 가이우스 플리니우스 세쿤두스가 아나톨리아 카리아의 한 마을인 알라반다에서 일했을 당시 발견한 돌에 적용된 이름이다. 알만딘은 철 알루미나 석류석이며 빨간색에서 자주색에 이른다.
퀴리 온도 7.5 K의 반강자성을 보인다. 2개의 동등한 자기성 하위 격자를 포함한다.

## 문화적 중요성
코네티컷주는 알만딘 석류석을 코네티컷주의 보석으로 지정했다.

## 같이 보기
- 광물 목록